# Stipa malalhuensis
Stipa malalhuensis är en gräsart som beskrevs av Fidel Antonio Roig. Stipa malalhuensis ingår i släktet fjädergrässläktet, och familjen gräs. Inga underarter finns listade i Catalogue of Life.